# Azohydromonas lata
Azohydromonas lata es una bacteria gramnegativa del género Azohydromonas. Fue descrita en el año 2005, es la especie tipo. Su etimología hace referencia a amplia. Conocida anteriormente como Alcaligenes latus, que se describió en el año 1978. Es aerobia y móvil por flagelación perítrica. Tiene un tamaño de 1,1-1,4 μm de ancho por 1,6-2,4 μm de largo. Forma colonias grises, redondas y opacas. Temperatura de crecimiento entre 15-42 °C, óptima de 30-35 °C. Catalasa y oxidasa positivas. Tiene un contenido G+C de  69,4%. Se ha aislado del suelo en California, Estados Unidos. 